# ألكسيس هينريكز
ألكسيس هينريكز (بالإسبانية: Alexis Henríquez)‏ هو لاعب كرة قدم كولومبي في مركز قلب الدفاع، ولد في 2 يناير 1983 في سانتا مارتا في كولومبيا. شارك مع منتخب كولومبيا لكرة القدم. أما مع النوادي، فقد لعب مع أتلتيكو ناسيونال وأونس كالداس.

## وصلات خارجية
- ألكسيس هينريكز على موقع الاتحاد الدولي (مؤرشف)  (الإنجليزية)
- ألكسيس هينريكز على موقع قاعدة بيانات كرة القدم.إي يو (الإنجليزية)
- ألكسيس هينريكز على موقع ناشيونال فوتبول تيمز (الإنجليزية)
- ألكسيس هينريكز على موقع Soccerway.com (الإنجليزية)
- ألكسيس هينريكز على موقع AS.com (الإسبانية)